# Zofia Domalik

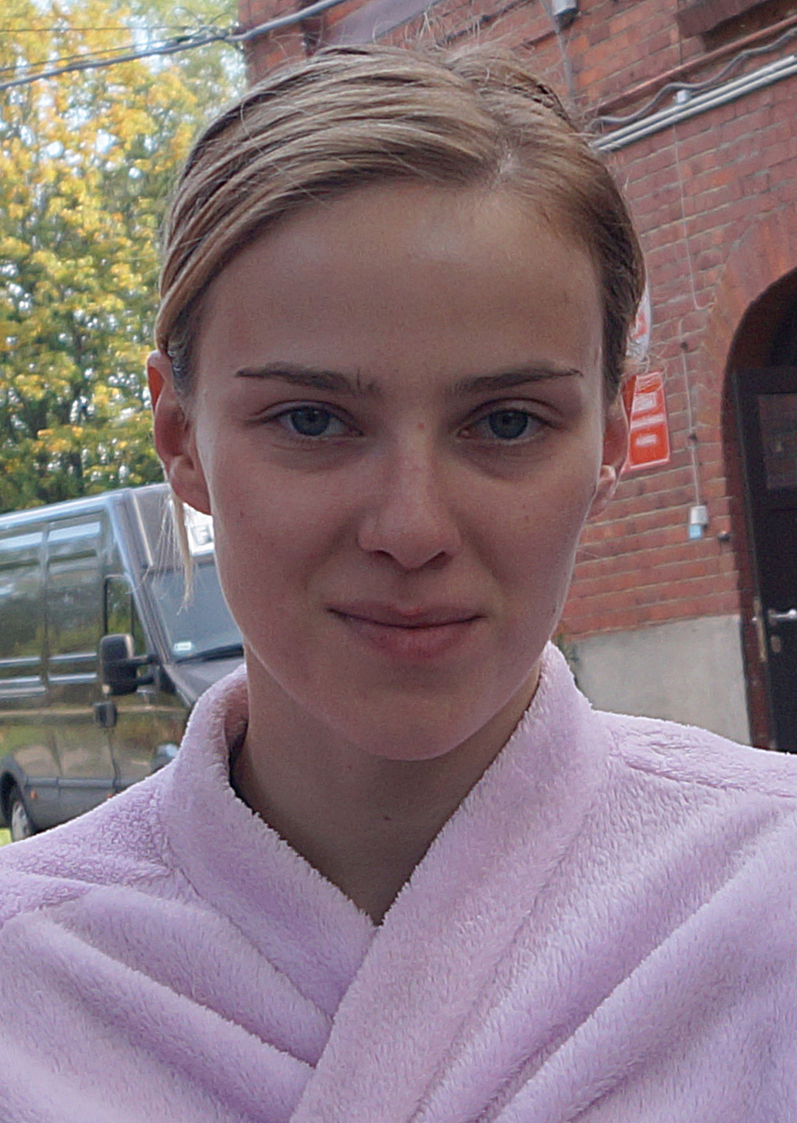
Zofia Domalik (2019)

Zofia Domalik (ur. 10 października 1995) – polska aktorka.

## Życiorys
Córka Ewy Telegi i Andrzeja Domalika.
Absolwentka 21. Społecznego Liceum Ogólnokształcącego im. Jerzego Grotowskiego w Warszawie i Akademii Teatralnej w Warszawie (2019). 
Za rolę w filmie Wszystko dla mojej matki otrzymała nagrodę za debiut aktorski na 44. Festiwalu Polskich Filmów Fabularnych w Gdyni, oraz była nominowana do Orłów w dwóch kategoriach: najlepsza główna rola kobieca i odkrycie roku.

## Filmografia
Źródło: FilmPolski.pl
| Rok        | Tytuł                    | Rola                             | Uwagi           |
| ---------- | ------------------------ | -------------------------------- | --------------- |
| 2010–2011  | Plebania                 | Agata                            |                 |
| 2011, 2013 | Czas honoru              | Gizela, córka Heinricha          | odc. 45, 46, 66 |
| 2013       | Pierwsza miłość          | Mirosława Buczkowska, galerianka |                 |
| 2014       | Prawo Agaty              | niania Franka                    | odc. 74         |
| 2014       | Miasto 44                |                                  |                 |
| 2016       | O mnie się nie martw     | Martyna Górska, córka Borysa     | odc. 57         |
| 2017       | Diagnoza                 | Julia Banaszek                   | odc. 8, 9, 10   |
| 2018       | Wojenne dziewczyny       | Zuza Rozwadowska                 | odc. 16, 18, 19 |
| 2018       | Ojciec Mateusz           | Krysia                           | odc. 264        |
| 2019       | Wszystko dla mojej matki | Ola                              |                 |
| 2019–2020  | Zawsze warto             | Ewa Mazur, przyjaciółka Ady      |                 |
| 2020       | Polot                    | studentka                        |                 |
| 2020       | Szadź                    | Ewa Banach                       |                 |
| 2021       | Bartkowiak               | Dominika Sozoniuk                |                 |
| 2021       | Gorzko, gorzko!          | Ola                              |                 |
| 2022       | Przyjaciółki             | Iza Laskowska                    |                 |
| 2022       | Zołza                    | Kasia Sobańska                   |                 |
| 2023       | Sługa narodu             | Olga Sienkiewicz                 |                 |